# Bundestagswahlkreis Erlangen
Der Wahlkreis Erlangen (Wahlkreis 241; bis zur Bundestagswahl 2021 Wahlkreis 242) ist seit 1949 ein Bundestagswahlkreis in Bayern. Er umfasst die kreisfreie Stadt Erlangen, den Landkreis Erlangen-Höchstadt sowie die Gemeinden Dachsbach, Gerhardshofen und Uehlfeld aus dem  Landkreis Neustadt an der Aisch-Bad Windsheim.

## Wahlergebnisse

### Bundestagswahl 2025
Zur Bundestagswahl 2025 am 23. Februar wurden 8 Direktkandidaten und 17 Landeslisten zugelassen.
| Kandidaten                               | Kandidaten                 | Parteien/Listen     | Erststimmen | Erststimmen | Zweitstimmen | Zweitstimmen |
| Kandidaten                               | Kandidaten                 | Parteien/Listen     | Stimmen     | %           | Stimmen      | %            |
| ---------------------------------------- | -------------------------- | ------------------- | ----------- | ----------- | ------------ | ------------ |
|                                          | Konrad Körnergewählt im WK | CSU                 | 57.972      | 35,9        | 54.595       | 33,7         |
|                                          | Martina Stamm-Fibich       | SPD                 | 28.003      | 17,3        | 22.444       | 13,9         |
|                                          | Paulus Guter               | GRÜNE               | 29.337      | 18,2        | 29.142       | 18,0         |
|                                          | Leif Persson               | FDP                 | 4.761       | 2,9         | 6.888        | 4,3          |
|                                          | Robert Aust                | AfD                 | 22.637      | 14,0        | 23.505       | 14,5         |
|                                          | Axel Rogner                | FREIE WÄHLER        | 7.023       | 4,4         | 4.129        | 2,6          |
|                                          | Lukas Eitel                | Die Linke           | 9.115       | 5,6         | 11.552       | 7,1          |
|                                          | –                          | dieBasis            | –           | –           | 496          | 0,3          |
|                                          | –                          | Tierschutzpartei    | –           | –           | 1.170        | 0,7          |
|                                          | –                          | Die PARTEI          | –           | –           | 703          | 0,4          |
|                                          | –                          | ÖDP                 | –           | –           | 557          | 0,3          |
|                                          | –                          | BP                  | –           | –           | 137          | 0,1          |
|                                          | Verena Röckelein           | Volt                | 2.571       | 1,6         | 1.375        | 0,8          |
|                                          | –                          | PdH                 | –           | –           | 170          | 0,1          |
|                                          | –                          | MLPD                | –           | –           | 50           | 0,0          |
|                                          | –                          | BÜNDNIS DEUTSCHLAND | –           | –           | 129          | 0,1          |
|                                          | –                          | BSW                 | –           | –           | 4.757        | 2,9          |
| Gesamt                                   | Gesamt                     | Gesamt              | 161.419     | 100         | 161.799      | 100          |
|                                          |                            |                     |             |             |              |              |
| Ungültige Stimmen                        | Ungültige Stimmen          | Ungültige Stimmen   | 847         | 0,5         | 467          | 0,3          |
| Wähler                                   | Wähler                     | Wähler              | 162.266     | 87,0        | 162.266      | 87,0         |
| Wahlberechtigte                          | Wahlberechtigte            | Wahlberechtigte     | 186.493     |             | 186.493      |              |
|                                          |                            |                     |             |             |              |              |
| Quellen: Die Bundeswahlleiterin, Stimmen |                            |                     |             |             |              |              |

Kursive Direktkandidaten kandidieren nicht für die Landesliste, kursive Parteien treten ohne Landesliste an.

### Bundestagswahl 2021
Zur Bundestagswahl 2021 am 26. September wurden 14 Direktkandidaten und 26 Landeslisten zugelassen. Stefan Müller verteidigte sein Mandat.
| Kandidaten                               | Kandidaten                  | Parteien/Listen      | Erststimmen | Erststimmen | Zweitstimmen | Zweitstimmen |
| Kandidaten                               | Kandidaten                  | Parteien/Listen      | Stimmen     | %           | Stimmen      | %            |
| ---------------------------------------- | --------------------------- | -------------------- | ----------- | ----------- | ------------ | ------------ |
|                                          | Stefan Müllergewählt im WK  | CSU                  | 54.223      | 35,1        | 44.664       | 28,9         |
|                                          | Martina Stamm-Fibich        | SPD                  | 32.036      | 20,7        | 30.146       | 19,5         |
|                                          | Christian Burkhard Beßler   | AfD                  | 10.669      | 6,9         | 10.872       | 7,0          |
|                                          | Ralf Schwab                 | FDP                  | 10.382      | 6,7         | 16.062       | 10,4         |
|                                          | Tina Luisa Prietz           | GRÜNE                | 29.923      | 19,4        | 31.222       | 20,2         |
|                                          | –                           | DIE LINKE            | –           | –           | 5.817        | 3,8          |
|                                          | Anna-Carina Häusler         | FREIE WÄHLER         | 7.888       | 5,1         | 7.081        | 4,6          |
|                                          | Christian Günter Stadelmann | ÖDP                  | 2.080       | 1,3         | 1.077        | 0,7          |
|                                          | -                           | Tierschutzpartei     | –           | –           | 1.370        | 0,9          |
|                                          | -                           | BP                   | –           | –           | 202          | 0,1          |
|                                          | Stefan Müller               | Die PARTEI           | 2.578       | 1,7         | 1.210        | 0,8          |
|                                          | Jürgen Purzner              | PIRATEN              | 1.259       | 0,8         | 676          | 0,4          |
|                                          | –                           | NPD                  | –           | –           | 102          | 0,1          |
|                                          | –                           | V-Partei³            | –           | –           | 175          | 0,1          |
|                                          | –                           | Gesundheitsforschung | –           | –           | 153          | 0,1          |
|                                          | Richard Nikolaus Straub     | MLPD                 | 188         | 0,1         | 31           | 0,0          |
|                                          | –                           | DKP                  | –           | –           | 14           | 0,0          |
|                                          | Torsten Weber               | dieBasis             | 2.619       | 1,7         | 2.084        | 1,3          |
|                                          | –                           | Bündnis C            | –           | –           | 120          | 0,1          |
|                                          | –                           | III. Weg             | –           | –           | 61           | 0,0          |
|                                          | -                           | du.                  | –           | –           | 70           | 0,0          |
|                                          | -                           | LKR                  | –           | –           | 19           | 0,0          |
|                                          | -                           | Die Humanisten       | –           | –           | 220          | 0,1          |
|                                          | –                           | Team Todenhöfer      | –           | –           | 496          | 0,3          |
|                                          | -                           | UNABHÄNGIGE          | –           | –           | 235          | 0,2          |
|                                          | –                           | Volt                 | –           | –           | 529          | 0,3          |
|                                          | Adam Kunstmann              | Einzelbewerber       | 127         | 0,1         | –            | –            |
|                                          | Rüdiger Dietmar Kalupner    | Einzelbewerber       | 93          | 0,1         | –            | –            |
|                                          | Susanne Henig               | Einzelbewerber a     | 366         | 0,2         | –            | –            |
| Gesamt                                   | Gesamt                      | Gesamt               | 154.431     | 100         | 154.708      | 100          |
|                                          |                             |                      |             |             |              |              |
| Ungültige Stimmen                        | Ungültige Stimmen           | Ungültige Stimmen    | 946         | 0,6         | 669          | 0,4          |
| Wähler                                   | Wähler                      | Wähler               | 155.377     | 83,0        | 155.377      | 83,0         |
| Wahlberechtigte                          | Wahlberechtigte             | Wahlberechtigte      | 187.299     |             | 187.299      |              |
|                                          |                             |                      |             |             |              |              |
| Quellen: Die Bundeswahlleiterin, Stimmen |                             |                      |             |             |              |              |

Kursive Direktkandidaten kandidieren nicht für die Landesliste, kursive Parteien sind nicht Teil der Landesliste.

### Bundestagswahl 2017
Zur Bundestagswahl 2017 am 24. September wurden 9 Direktkandidaten und 21 Landeslisten zugelassen.
Die Bundestagswahl 2017 hatte folgendes Ergebnis:
| Direktkandidat        | Partei               | Erststimmen in % | Zweitstimmen in % |
| --------------------- | -------------------- | ---------------- | ----------------- |
| Stefan Müller         | CSU                  | 42,7             | 35,6              |
| Martina Stamm-Fibich  | SPD                  | 21,0             | 17,4              |
| Helmut Wening         | Grüne                | 11,0             | 13,5              |
| Britta Dassler        | FDP                  | 5,9              | 10,2              |
| Paul Viktor Podolay   | AfD                  | 7,9              | 9,5               |
| Anton Salzbrunn       | Die Linke            | 5,9              | 7,5               |
| Christian Enz         | Freie Wähler         | 2,9              | 2,2               |
| Jürgen Georg Purzner  | Piraten              | 0,9              | 0,5               |
| Florian Timo Reinhart | ÖDP                  | 1,8              | 0,9               |
| -                     | BP                   | -                | 0,2               |
| -                     | NPD                  | -                | 0,2               |
| -                     | Tierschutzpartei     | -                | 0,8               |
| -                     | MLPD                 | -                | 0,0               |
| -                     | Büso                 | -                | 0,0               |
| -                     | BGE                  | -                | 0,1               |
| -                     | DiB                  | -                | 0,2               |
| -                     | DKP                  | -                | 0,0               |
| -                     | DM                   | -                | 0,2               |
| -                     | Die PARTEI           | -                | 0,8               |
| -                     | Gesundheitsforschung | -                | 0,1               |
| -                     | V-Partei³            | -                | 0,2               |

### Bundestagswahl 2013
| Direktkandidat       | Partei       | Erststimmen in % | Zweitstimmen in % |
| -------------------- | ------------ | ---------------- | ----------------- |
| Stefan Müller        | CSU          | 48,5             | 41,7              |
| Martina Stamm-Fibich | SPD          | 26,3             | 24,3              |
| Michael Székely      | FDP          | 2,2              | 5,5               |
| Ernst Rappold        | Grüne        | 8,9              | 11,5              |
| Hans-Joachim Ehnes   | Die Linke    | 4,2              | 4,4               |
| Andreas Waas         | Piraten      | 2,4              | 2,5               |
| Axel Michaelis       | NPD          | 0,7              | 0,7               |
| –                    | ÖDP          | –                | 0,9               |
| Siegfried Ermer      | AfD          | 3,3              | 4,2               |
| Axel Rogner          | Freie Wähler | 3,0              | 2,7               |
|                      | Sonstige     | –                | 1,8               |

### Bundestagswahl 2009
| Direktkandidat       | Partei               | Erststimmen in % | Zweitstimmen in % | Bundestagswahl 2005 Zweitstimmen in % |
| -------------------- | -------------------- | ---------------- | ----------------- | ------------------------------------- |
| Stefan Müller        | CSU                  | 45,1             | 36,0              | 41,5                                  |
| Martina Stamm-Fibich | SPD                  | 24,0             | 21,0              | 31,8                                  |
| Lutz Bräutigam       | Grüne                | 11,2             | 13,4              | 10,6                                  |
| Britta Dassler       | FDP                  | 9,5              | 14,9              | 9,5                                   |
| Hans-Joachim Ehnes   | Die Linke            | 6,2              | 6,5               | 3,3                                   |
| Christine Rorich     | NPD                  | 1,2              | 1,0               | 1,1                                   |
| -                    | REP                  | -                | 0,4               | 0,5                                   |
| -                    | PBC                  | -                | 0,2               | 0,3                                   |
| -                    | BP                   | -                | 0,2               | 0,2                                   |
| -                    | Piraten              | -                | 3,0               | -                                     |
| Manfred Reinhart     | ödp                  | 1,3              | 0,9               | -                                     |
| -                    | BüSo                 | -                | 0,0               | 0,1                                   |
| René Ohnemüller      | FAMILIE              | 1,4              | 0,8               | 0,5                                   |
| -                    | MLPD                 | -                | 0,0               | 0,0                                   |
| -                    | Die Tierschutzpartei | -                | 0,6               | -                                     |
| -                    | RRP                  | -                | 0,7               | -                                     |
| -                    | CM                   | -                | 0,1               | 0,0                                   |

## Frühere Wahlkreissieger
| Wahl | Name              | Partei | Erststimmen |
| ---- | ----------------- | ------ | ----------- |
| 2021 | Stefan Müller     | CSU    | 35,1 %      |
| 2017 | Stefan Müller     | CSU    | 42,7 %      |
| 2013 | Stefan Müller     | CSU    | 48,5 %      |
| 2009 | Stefan Müller     | CSU    | 45,1 %      |
| 2005 | Stefan Müller     | CSU    | 47,4 %      |
| 2002 | Stefan Müller     | CSU    | 49,3 %      |
| 1998 | Gerhard Friedrich | CSU    | 46,0 %      |
| 1994 | Gerhard Friedrich | CSU    | 48,9 %      |
| 1990 | Gerhard Friedrich | CSU    | 47,5 %      |
| 1987 | Gerhard Friedrich | CSU    | 47,5 %      |
| 1983 | Klaus Hartmann    | CSU    | 52,8 %      |
| 1980 | Klaus Hartmann    | CSU    | 47,7 %      |
| 1976 | Klaus Hartmann    | CSU    | 50,1 %      |
| 1972 | Dieter Haack      | SPD    | 51,9 %      |
| 1969 | Dieter Haack      | SPD    | 45,5 %      |
| 1965 | Adalbert Hudak    | CSU    | 47,2 %      |
| 1961 | Werner Dollinger  | CSU    | 51,7 %      |
| 1957 | Werner Dollinger  | CSU    | 55,5 %      |
| 1953 | Werner Dollinger  | CSU    | 42,7 %      |
| 1949 | Willibald Mücke   | SPD    | 26,8 %      |

## Wahlkreisgeschichte
| Wahl      | Wahlkreisname | Gebiet |
| --------- | ------------- | --- |
| 1949      | 31 Erlangen   | Stadt Erlangen, Landkreis Erlangen, Landkreis Fürth, Landkreis Neustadt an der Aisch, Landkreis Scheinfeld                                          |
| 1953–1961 | 226 Erlangen  | Stadt Erlangen, Landkreis Erlangen, Landkreis Fürth, Landkreis Neustadt an der Aisch, Landkreis Scheinfeld                                          |
| 1965–1972 | 228 Erlangen  | Stadt Erlangen, Landkreis Erlangen, Landkreis Nürnberg, Landkreis Hersbruck, Landkreis Lauf an der Pegnitz                                          |
| 1976–1987 | 228 Erlangen  | Stadt Erlangen, Landkreis Nürnberger Land, Landkreis Erlangen-Höchstadt ohne die Gemeinden Aurachtal und Herzogenaurach                             |
| 1990–1998 | 228 Erlangen  | Stadt Erlangen, Landkreis Erlangen-Höchstadt |
| 2002–2005 | 243 Erlangen  | Stadt Erlangen, Landkreis Erlangen-Höchstadt |
| 2009–2017 | 242 Erlangen  | Stadt Erlangen, Landkreis Erlangen-Höchstadt |
| 2021      | 242 Erlangen  | Stadt Erlangen, Landkreis Erlangen-Höchstadt, vom Landkreis Neustadt an der Aisch-Bad Windsheim die Gemeinden Dachsbach, Gerhardshofen und Uehlfeld |
| 2025–     | 241 Erlangen  | Stadt Erlangen, Landkreis Erlangen-Höchstadt, vom Landkreis Neustadt an der Aisch-Bad Windsheim die Gemeinden Dachsbach, Gerhardshofen und Uehlfeld |